# Kamome-jima
Kamome-jima (jap. 鷗島, dt. „Möweninsel“) ist eine Halbinsel im Japanischen Meer östlich der Küstenstadt Esashi, Hiyama, Hokkaidō, Japan. Sie hat mehrere historische Sehenswürdigkeiten und ist als Teil des Hiyama-Präfektur-Naturparks geschützt.

## Geographie
Kamome-jima ist etwa 200 × 1000 m groß und erhebt sich nur 27,6 m über dem Meeresspiegel. Sie ist mit dem Land über eine 500 m lange Sandbank verbunden, auf der eine Straße verläuft. Die Halbinsel bildet einen Wellenbrecher für den Hafen von Esashi. Die Westküste ist durch die Wellen stark erodiert.

## Name
Kamome heißt „Möwe“, und die Halbinsel hat diesen Namen wohl wegen ihrer länglichen, an eine Möwe erinnernden Form. In der Edo-Zeit hieß die Halbinsel Benten-jima (弁天島), ein Name, den viele japanische Inseln zu Ehren der Hindu-Göttin Sarasvati, die im japanischen Buddhismus und im Shinto Benten heißt, trugen oder noch tragen. Benten wird als Göttin des Wassers verehrt und gilt als Beschützerin der Fischer. Ihr ist daher auf vielen japanischen Inseln ein Schrein gewidmet.

## Geschichte
Die Halbinsel bildete in der Edo-Zeit einen natürlichen Hafen für Schiffe, die Handel mit Hokkaidō trieben oder für auf Pazifischen Hering spezialisierte Fischer.
Im Jahr 1615 baute eine Gruppe von Kaufleuten einen Schrein auf der Halbinsel zu Ehren des Gottes des Japanischen Meers, und seit 1868 wird dieser Itsukushima-Schrein genannt. 1814 wurde ein Denkmal für Matsuo Bashō, den bekanntesten Dichter der Edo-Zeit, in der Nähe des Schreins errichtet.
Über einen langen Zeitraum hatte die Halbinsel Probleme mit Trinkwasser, das nötig gewesen wäre, um Schiffe zu versorgen. 1876 hat deshalb der Kaufmann Murakami aus Esashi eine bedeutende Summe investiert, um einen Brunnen auf der Halbinsel zu bauen. Zu dieser Zeit war die Halbinsel auch in Konflikte zwischen verschiedenen japanischen Clans verwickelt und 1852 wurden zwei Kanonen auf die Halbinsel gebracht, um sie und die Stadt Esashi zu schützen.

## Heishi-Felsen

### Legende
Die Heringsfischerei spielt auch in der Legende vom Heishi-iwa (瓶子岩) eine Rolle. Diese 500 Jahre alte Legende sagt, dass, als der Hering verschwand, eine alte Wahrsagerin eine Flasche mit einer magischen Flüssigkeit bekommen habe. Sie warf die Flasche ins Meer und der Hering kam zurück. Die Flasche blieb im Meeresboden stecken und verwandelte sich in einen Felsen, der eine Repräsentation des Gottes im Japanischen Meer darstellt.

### Religiöse Feste
Am ersten Juliwochenende jedes Jahres findet das Kamome-jima Matsuri (かもめ島まつり) statt, ein zweitägiges Fest, das der Legende des Heishi-Felsens Tribut zollt und Touristen auf die Halbinsel zieht. Eine Gruppe junger Männer erhält dabei eine Segnung an einem Shinto-Schrein. Die Männer schwimmen dann, nur mit einem traditionellen Lendenschurz (Fundoshi) bekleidet, zum Felsen, erklettern ihn und erneuern das dreißig Meter lange Shimenawa, das den Felsen umgibt. Dieses rituelle, aus Reisstroh gefertigte Tau wiegt etwa 500 Kilogramm. Die Erneuerung des Taus ist der Höhepunkt des Festes, bei dem auch ein Ruderwettkampf, ein Umzug in traditionellen Kostümen, Gesangsdarbietungen und ein Karaoke-Wettbewerb stattfinden.

## Tourismus
Auf Kamome-jima kann man das ganze Jahr über angeln, campen und wandern. Die Strände sind im Sommer zum Baden geeignet.

## Flora und Fauna
Der konstante Westwind sorgt dafür, dass die Halbinsel weitgehend nur grasbewachsen ist, aber es gibt auch Ahorne (Acer pictum subsp. mono) und Mongolische Eichen (Quercus mongolica). Die Meeres-Fauna um die Insel ist artenreich, vor allem hokke (Pleurogrammus azonus) und Schollen im Frühling, Hexagrammos otakii (eine japanische Art der Grünlinge) im Sommer, Makrelen und buri (Serriola quinqueradiata, eine Art der Stachelmakrelen) im Herbst sowie hokke und Oktopus im Winter.